# Kevin Rüegg
Kevin Rüegg (Uster, 1998. augusztus 5. –) svájci korosztályos válogatott labdarúgó, a Young Boys középpályása kölcsönben az olasz Hellas Verona csapatától.

## Pályafutása

### Klubcsapatokban
Rüegg a svájci Uster városában született. Az ifjúsági pályafutását a Greifensee csapatában kezdte, majd a Zürich akadémiájánál folytatta.
2016-ban mutatkozott be a Zürich tartalék, majd 2017-ben az másodosztályban szereplő első csapatában. Először a 2017. február 26-ai, Wohlen elleni mérkőzésen lépett pályára. A 2016–17-es szezonban feljutottak a Super Leaguebe. Első két gólját 2019. május 11-én, a Neuchâtel Xamax ellen 2–1-re megnyert találkozón szerezte.
2020 szeptemberében az olasz első osztályban érdekelt Hellas Verona csapatához igazolt. Szeptember 19-én, a AS Roma ellen 3–0-ra megnyert bajnoki 67. percében Koray Günter cseréjeként debütált. 2022. február 3-án a szezon hátralévő részére kölcsönben a Luganohoz szerződött. A 2022–23-as szezonban a Young Boys csapatát erősítette szintén kölcsönben.

### A válogatottban
Rüegg az U15-östől az U21-esig több korosztályban is képviselte Svájcot.
2017-ben debütált az U21-es válogatottban. Először 2017. szeptember 5-én, Románia ellen 1–1-es döntetlennel zárult EB-selejtezőn lépett pályára.

## Statisztika
2022. szeptember 18. szerint.
| Klub                    | Szezon   | Bajnokság        | Bajnokság | Bajnokság | Kupa  | Kupa  | Nemzetközi | Nemzetközi | Összesen | Összesen |
| Klub                    | Szezon   | Bajnokság        | Mérk.     | Gólok     | Mérk. | Gólok | Mérk.      | Gólok      | Mérk.    | Gólok    |
| ----------------------- | -------- | ---------------- | --------- | --------- | ----- | ----- | ---------- | ---------- | -------- | -------- |
| Zürich                  | 2016–17  | Challenge League | 9         | 0         | 0     | 0     | 0          | 0          | 9        | 0        |
| Zürich                  | 2017–18  | Super League     | 31        | 0         | 3     | 1     | 0          | 0          | 34       | 1        |
| Zürich                  | 2018–19  | Super League     | 26        | 2         | 4     | 0     | 4          | 0          | 34       | 2        |
| Zürich                  | 2019–20  | Super League     | 28        | 1         | 1     | 0     | 0          | 0          | 29       | 1        |
| Zürich                  | Összesen | Összesen         | 94        | 3         | 8     | 1     | 4          | 0          | 106      | 4        |
| Hellas Verona           | 2020–21  | Serie A          | 7         | 0         | 1     | 0     | 0          | 0          | 8        | 0        |
| Hellas Verona           | 2021–22  | Serie A          | 0         | 0         | 1     | 0     | 0          | 0          | 1        | 0        |
| Hellas Verona           | Összesen | Összesen         | 7         | 0         | 2     | 0     | 0          | 0          | 9        | 0        |
| Lugano (kölcsönben)     | 2021–22  | Super League     | 16        | 0         | 3     | 0     | 0          | 0          | 19       | 0        |
| Young Boys (kölcsönben) | 2022–23  | Super League     | 4         | 0         | 1     | 0     | 3          | 0          | 8        | 0        |
| Összesen                | Összesen | Összesen         | 121       | 3         | 14    | 1     | 7          | 0          | 142      | 4        |

## Sikerei, díjai
Zürich
- Challenge League
  - Feljutó (1): 2016–17

- Svájci Kupa
  - Győztes (1): 2017–18

Lugano
- Svájci Kupa
  - Győztes (1): 2021–22

Young Boys
- Swiss Super League
  - Bajnok (1): 2022–23

- Svájci Kupa
  - Győztes (1): 2022–23